# Alex Insam
Alex Insam (* 19. Dezember 1997 in Brixen, Südtirol) ist ein italienischer Skispringer.

## Werdegang
Alex Insam, dessen ältere Schwester Evelyn Insam ebenfalls als Skispringerin aktiv war, begann wie sie auch früh mit dem Skisport. Im August 2011 gab er sein internationales Debüt bei FIS-Junioren-Springen in Hinterzarten. Nach einem weiteren Junioren-Springen im Februar gab er im August 2012 sein Debüt im Skisprung-Alpencup. Im Oktober kam er im Schweizer Einsiedeln erstmals im FIS Cup zum Einsatz und sprang auf Anhieb in die Punkteränge. Im Alpencup gelang ihm dies weiter nicht. Bei den Junioren-Weltmeisterschaften 2013 in Liberec erreichte er nach einem schwachen 52. Platz im Einzelspringen den 12. mit der Mannschaft im Teamspringen. Nachdem er in Kranj trotz Meldung nicht gestartet war, ging er beim Europäischen Olympischen Winter-Jugendfestival 2013 in Râșnov an den Start und sprang auf Rang 25.
Im Februar 2014 gelang Insam bei einem erneuten Start im FIS Cup in Brattleboro erneut zweimal der Sprung in die Punkte. Am 6. Januar 2015 gelang ihm in Seefeld in Tirol auch erstmals der Sprung in die Alpencup-Punkteränge. Bei den folgenden Junioren-Weltmeisterschaften 2015 in Almaty erreichte er den 15. Platz im Einzelspringen. Im Februar 2015 gab er in Titisee-Neustadt sein Debüt im Rahmen des Skisprung-Continental-Cups. Bis zum Ende des Winters 2014/15 verblieb er in dieser Serie, verpasste aber die Punkteränge in allen Springen. Am 5. Juli 2015 sprang Insam beim Mattenspringen von Kranj auch erstmals in dieser Serie in den zweiten Durchgang und gewann so erste Continental-Cup-Punkte. Auf der Malinka in Wisła überraschte er wenig später mit dem achten Rang. Daraufhin reiste er mit der Nationalmannschaft nach Courchevel zum Springen im Skisprung-Grand-Prix. Nachdem er dort die Qualifikation noch verpasst hatte, erreichte er in Einsiedeln den Wettbewerb und belegte am Ende Platz 39. In Almaty gewann er erstmals Grand-Prix-Punkte, nachdem er auf den 18. Platz gesprungen war. Mit diesen Punkten erreichte er schließlich Platz 70 der Gesamtwertung.
Im September 2015 stand er beim Alpencup-Springen von Hinterzarten als Zweiter erstmals auf dem Podium. Nachdem er im Oktober in Klingenthal zweimal die Punkteränge im Continental Cup erreicht hatte, wurde er für den Weltcup im November an gleicher Stelle nominiert. Nachdem er am 21. November 2015 bei seinem Weltcup-Debüt im Teamspringen mit der Mannschaft Elfter wurde, verpasste er am Folgetag die Qualifikation zum Einzelspringen. Am 8. Januar 2016 nahm er an der Qualifikation zum Weltcup in Willingen teil, schaffte jedoch erneut nicht den Sprung in den Wettbewerb. Am 31. Januar landete er beim Continental Cup in Bischofshofen als Zweiter erstmals auf einem Continental-Cup-Podium. Auch im Alpencup zeigte er weiter gute Leistungen und feierte zwei Wochen später in Planica auch dort zwei zweite Plätze. Am 3. März nahm er an der Qualifikation zum Weltcup von Wisła teil, bei der er einem Sturz bei der Landung, nach dem er ins Krankenhaus gebracht werden musste, erneut als 44. knapp am Wettbewerb scheiterte. Nach seinem Sturz nahm er auf Anraten der Ärzte am zweiten Springen nicht mehr teil.
Nachdem er in der Saison 2016/17 zunächst im FIS Cup und im Continental Cup sprang, ging er bei der Vierschanzentournee in Innsbruck im Weltcup an den Start. Er verpasste aber als 44. erneut die Punkteränge. Danach ging er wieder in den COC zurück. Bei der Junioren-WM 2017 in Park City gewann er die Silbermedaille im Einzel hinter Viktor Polášek. Im Mixed-Teamwettbewerb wurde er Fünfter. Bei den Nordischen Skiweltmeisterschaften in Lahti belegte er in den Einzelwettbewerben Rang 45 auf der Normalschanze und Rang 37 auf der Großschanze. Nach der WM nahm er an der neu eingeführten Raw Air teil. Beim abschließenden Skifliegen dieser Serie in Vikersund holte er als 25. die ersten Weltcuppunkte seiner Karriere. Er beendete die Raw Air als 26. der Gesamtwertung. Beim Weltcup-Finale in Planica verbesserte er am 24. März 2017 sein bestes Weltcupergebnis auf Rang 15. Im Probedurchgang zu diesem Wettbewerb stellte er mit 232,5 Metern einen neuen italienischen Rekord im Skifliegen auf.
Bei der Vierschanzentournee 2017/18 startete er zum ersten Mal bei allen vier Stationen. Er konnte sich dabei dreimal für den Wettbewerb qualifizieren, schaffte es aber nie in den Finaldurchgang. Bei der Skiflug-Weltmeisterschaft 2018 in Oberstdorf belegte er den 27. Platz im Einzelwettbewerb. Erst bei der letzten Weltcup-Station vor den Olympischen Winterspielen in Willingen Anfang Februar konnte er als 25. seine ersten Weltcuppunkte der Saison 2017/18 holen. Danach nahm er an den Olympischen Winterspielen in Pyeongchang teil. Er startete dort in allen drei Wettbewerben. Im Einzelwettbewerb auf der Normalschanze belegte er den 45. Platz und im Einzelwettbewerb auf der Großschanze den 23. Platz. Mit der italienischen Mannschaft wurde er Elfter auf der Großschanze. Bei den Nordischen Skiweltmeisterschaften 2019 in Seefeld in Tirol wurde er von der Großschanze 41., von der Normalschanze 42. und mit dem italienischen Mixed-Team Achter. Bei der Skiflug-Weltmeisterschaft 2020 im slowenischen Planica belegte er den 40. Platz im Einzelwettbewerb, während er zwei Jahre später im norwegischen Vikersund 29. wurde.
Seinen bisher besten Winter erlebte er 2022/23, als er 46. des Gesamtweltcups wurde und sich bei der Vierschanzentournee erstmals für alle vier Springen qualifizieren konnte. Bei den Nordischen Skiweltmeisterschaften 2023 in Planica wurde er von der Normalschanze 44., von der Großschanze 40. und mit dem italienischen Mixed-Team Neunter. Im folgenden Sommer erreichte er mit Platz 29 in der Gesamtwertung des Grand Prix sein bisher bestes Ergebnis auf Top-Level-Niveau.

## Statistik

### Weltcup-Platzierungen
| Saison  | Platz | Punkte |
| ------- | ----- | ------ |
| 2016/17 | 53.   | 022    |
| 2017/18 | 59.   | 011    |
| 2018/19 | 65.   | 007    |
| 2020/21 | 76.   | 001    |
| 2022/23 | 46.   | 040    |
| 2023/24 | 27.   | 215    |
| 2024/25 | 46.   | 055    |

### Vierschanzentournee-Platzierungen
| Saison  | Oberstdorf | Garmisch-P. | Innsbruck | Bischofshofen | Gesamt | Gesamt |
| Saison  | Oberstdorf | Garmisch-P. | Innsbruck | Bischofshofen | Platz  | Punkte |
| ------- | ---------- | ----------- | --------- | ------------- | ------ | ------ |
| 2016/17 | –          | –           | 44.       | –             | 65.    | 084,0  |
| 2017/18 | 37.        | 40.         | q         | 37.           | 46.    | 292,8  |
| 2018/19 | q          | 31.         | q         | 47.           | 54.    | 188,2  |
| 2019/20 | –          | q           | q         | q             | –      | –      |
| 2020/21 | –          | –           | q         | q             | –      | –      |
| 2021/22 | q          | q           | q         | q             | –      | –      |
| 2022/23 | 46.        | 42.         | 38.       | 35.           | 41.    | 403,6  |
| 2023/24 | 25.        | 23.         | DSQ       | 23.           | 26.    | 748,1  |
| 2024/25 | 34.        | q           | 41.       | 46.           | 45.    | 349,3  |

### Grand-Prix-Platzierungen
| Saison | Platz | Punkte |
| ------ | ----- | ------ |
| 2015   | 70.   | 013    |
| 2017   | 32.   | 071    |
| 2018   | 32.   | 060    |
| 2022   | 51.   | 024    |
| 2023   | 29.   | 073    |
| 2024   | 04.   | 299    |

### Continental-Cup-Platzierungen
| Saison  | Sommer | Sommer | Winter | Winter | Gesamt | Gesamt |
| Saison  | Platz  | Punkte | Platz  | Punkte | Platz  | Punkte |
| ------- | ------ | ------ | ------ | ------ | ------ | ------ |
| 2015/16 | 047.   | 056    | 036.   | 185    | 044.   | 241    |
| 2016/17 | 008.   | 305    | 041.   | 167    | 023.   | 472    |
| 2017/18 | 023.   | 109    | –      | –      | 063.   | 109    |
| 2018/19 | –      | –      | 088.   | 024    | 113.   | 024    |
| 2019/20 | –      | –      | 074.   | 028    | 113.   | 028    |
| 2020/21 | –      | –      | 057.   | 042    | 059.   | 042    |
| 2021/22 | 054.   | 043    | 062.   | 043    | 069.   | 086    |